# Нітірен
Нітірен (яп. 日蓮, にちれん, «сонячний лотос»; 16 лютого 1222 — 14 листопада 1282) — японський буддистський монах і мислитель, засновник буддистської секти Нітірен.
Прозваний «Великим вчителем, що встановлює правду» (立正大師, Ріссьо-дайсі).
Діяльність Нітірена припадає на 2-у половину 13 століття, час коли Японія, знаходячись під авторитарною диктатурою роду Ходзьо, переживала соціально-економічну кризу та зазнала двох іноземних вторгнень. Вчення Нітірена про абсолютну віру в рятівну силу «Лостосової Сутри» зустріло опір традиційних буддийських сект, але сприяло популяризації буддистських практик серед простого населення. Одним з основних положень вчення була декламація мантри-молитви «Наму-Мьо-Хо-Рен-Ґе-Кьо!» — «Навертаюся до Сутри Лотосу Вищого Закону!».

## Біографія

### Молоді роки
Нітірен походив з поселення Комінато провінції Ава у Східній Японії. Вважається, що його батько був управителем одного з провінційних маєтків.
У 16 років Нітірен прийняв постриг у місцевому монастирі Сейтьодзі під проводом наставника Додзенбо. Цей монастир належав стародавній секті Тендай, тому майбутній мислитель був її послідовником. Нітірен навчався добре, що дало йому змогу перейти на стажування до буддистських монастирів в Камакурі, а згодом стажуватися в найбільшому тогочасному освітньому закладі Японії — пристоличному монастирі Енрякудзі. Під час стажування він часто відвідував сусідні монастирі столичного регіону. Навчаючись, Нітірен дійшов висновку, що вся сутність буддизму викладена у «Лотосовій Сутрі» і що віра в її силу дає людині спасіння у потойбічному світі. Молодий монах абсолютизував цю сутру, відкидаючи необхідність вивчення інших священних текстів, і різко засуджував популярне в його часи вчення амідаїстів та їхню віру у Чисту Землю Аміди.

### Заснування секти Квітки Лотоса

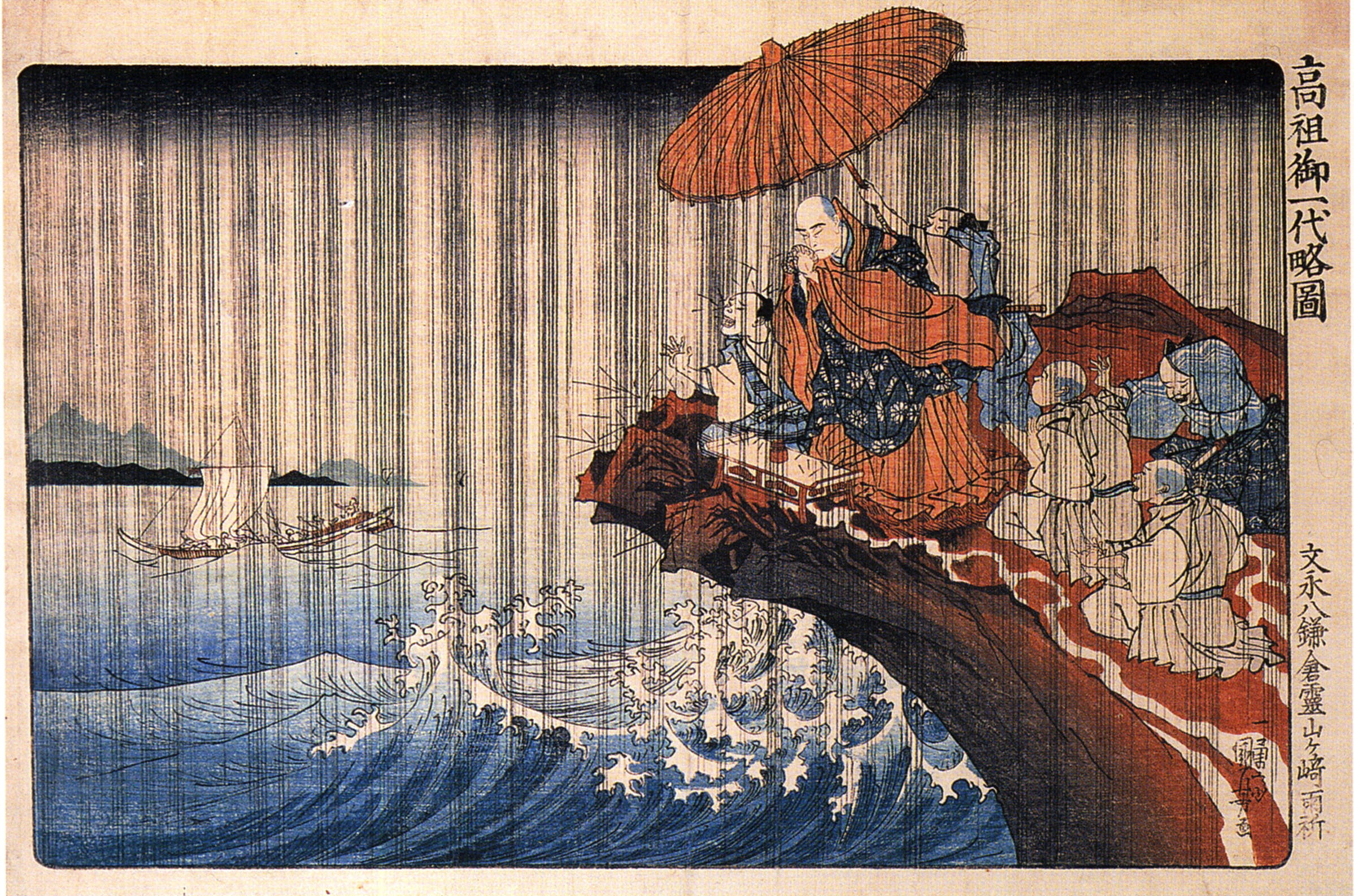
Нітірен заспокоює шторм на морі.

28 числа 4 місяця 1253 року Нітірен повернувся на батьківщину до монастиря Сейтьодзі і почав проповідувати своє вчення про верховенсто «Лотосової Сутри» і марноту амідаїстських постулатів. Він заснував нову секту Квітки Закону, відомішу за його іменем як секта Нітірена. Оскільки в самому Сейтьодзі і навколишніх монастирях було багато віруючих амідаїстів, молодий новатор зазнавав постійних утисків і наступного року був змушений покинути рідну обитель. Нітерен прибув до Камакури і став поширювати свою віру там.
Якраз в цей час Східну Японії спіткала низка природних лих — великі землетруси, тайфуни, повені, голод та епідемії. Нітрен пояснював їх як кару будди за забуття вчення «Лотосової Сутри» і надмірне захоплення амідаїзмом. Для виходу з ситуації, що склалася, проповідник пропонував повернутися до віри в силу Сутри і заборонити давати пожертви ченцям-амідаїстам. Ці думки Нітерен виклав у 1260 році в «Трактаті про встановлення праведності та заспокоєння держави», який він підніс колишньому сьоґунському регенту і фактичному правителю Японії Ходзьо Токійорі. Проте слова монаха залишились непочутими.
Незважаючи на відсутність уваги до себе можновладців, Нітірен продовжував активно проповідувати. В Камакурі він і його послідовники брали участь в частих диспутах з ченцями Докьобо і Ненку, представниками амідаїстьської секти Дзьодо-сю. Обидві партії часто переходили від словесних аргументів до зброї, за що у 1261 році Нітірена було арештовано і заслано до провінції Ідзу.
1263 року харизматичний проповідник був амністований. Він повернувся на батьківщину, де знову почав поширювати своє вчення. У провінції Ава група амідаїстів здійснила напад на Нітірена, поранила його, двох учнів і убила одного послідовника. Монах був змушений перебратися до Камакури, але своє місії не полишав. Заслання, утиски і репресії проти Нітірена лише зміцнювали його власну правоту і віру в «Лотосову Сутру».

### Систематизація вчення

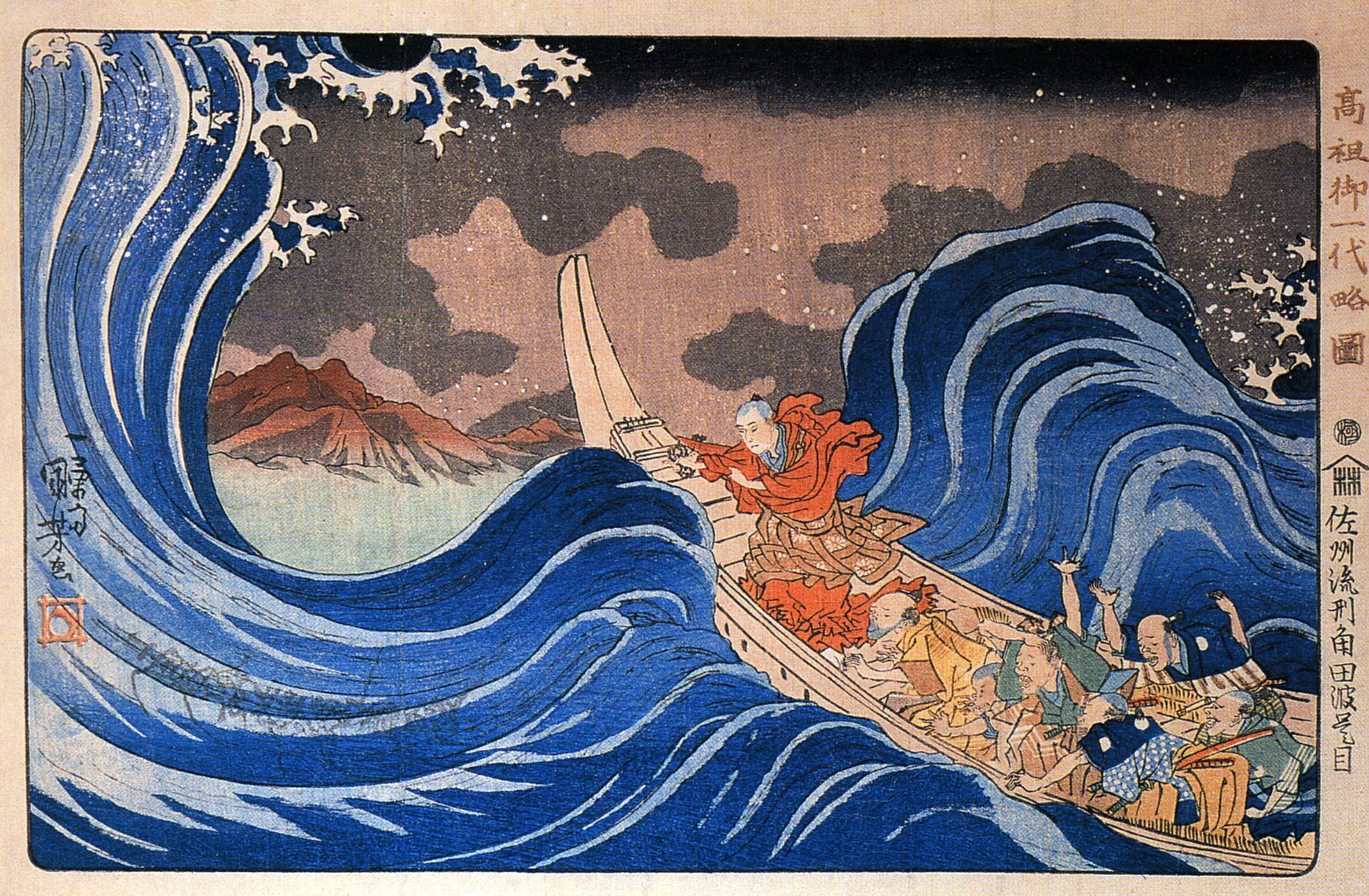
Нітірен заспокоює шторм на морі.

У 1268 році до Японії прибуло монгольське посольство, яке вимагало від японського уряду визнати себе васалом Монгольської імперії. Сьоґунат відмовив послам і став готуватися до війни. Ця подія змінила ставлення японців до Нітірена, який 8 років тому пророкував загрозу іноземного вторгнення в своєму «Трактаті» у випадку нехтування «Лотосовою Сутрою». Збіг цього пророцтва з монгольськими нашестями змусив багатьох повірити словам монаха і стати його послідовниками. Успіх дозволив Нітрену перейти до радикальніших тез: абсолютизації віри у силу «Лотосової Сутри» та постаті будди Шак'ї в справі спасіння людства, і заперечення істинності усіх буддистських сект Японії та релігій світу, окрім його власної секти Квітки Закону. Монах розробив методи доведення цих тез, які отримали назву «ламання» опоненнта.
Вчення і дії Нітірена, так само як його послідовників, відзначалися відсутністю толерантності, що була притаманна японському релігійному життю, і, як наслідок, викликали гострий осуд зі сторони інших японських сект. 1271 року ченці сект Дзьодо-сю і Ріссю поскаржились Камакурському сьоґунату, що нітіренівці вважають правими лише себе, заперечують інші вчення, нищать святі образи опонентів і, збираючи негідників, заготовляють зброю. Уряд, що був зайнятий підготовкою до війни з монголами, не хотів мати релігійної війни в тилу, тому швидко арештував Нітірена і заслав на острів Садо. Чимало його послідовників були страчені або репресовані.
Перебуваючи в засланні, в 1272 році Нітірен склав «Записки, що відкривають очі», в яких у формі діалогу пояснював для вірних значення гонінь. Він писав, що муками і терпінням знищуються гріхи попередніх життів, а гоніння, подібно до великого човна, допомагають людям переправитись на «берег спасіння». Наступного 1273 року, проповідник упорядкував «Записки про самоспоглядання і святий образ», в яких обстоював необхідність нітіренівської мантри «Наму Мьохо-ренґе-кьо!» — «Навертаюся до Сутри Лотосу Вищого Закону!». Нітірен повчав, що той, хто промовляє її вголос, врятуєтеся зі світу перероджень сансари і стане буддою.

### Останні роки
У 1274 році Нітірен був звільнений із заслання і повернувся до Камакури. Він зустрівся з високопосадовцем Тайрою Йоріцуною і обговорив з ним підготовку до війни з монголами. Нітірен пророкував, що ворог здійснить напад цього року і що для моління за перемогу Японії не слід використосувати ченців-ваджраяністів, але Тайра не послухав його.
Проігнорований проповідник полишив місто і дістався поселення Мінобу провінції Кай. Він планував зупинитися тут тимчасово, але залишився до кінця свого життя. Звідси Нітірен писав послання своїм послідовникам у Японії та проводив з ними лекції. Оскільки його вчення залишалося під забороною, чимало учнів відвідували його потайки. В Мінобу монах упорядкував «Записки вибраного часу» (1275) та «Записки про відплату» (1276)
Наприкінці свого життя через постійні гоніння і заслання Нітерен захворів. Він помер 1282 року в домі свого учня у 60-річному віці. Перед смертю Нітірен заповідав поховати його в Мінобу і призначив 6 головних учнів продовжувати його справу.